# Oficina Nacional de Asuntos Religiosos
La Oficina Nacional de Asuntos Religiosos (más conocida por su acrónimo, ONAR) es un organismo público chileno, dependiente del Ministerio Secretaría General de la Presidencia —a través de la División de Relaciones Políticas e Institucionales—, cuyo principal objetivo es representar al gobierno de ese país frente a las entidades religiosas. En este sentido, atiende las solicitudes que los diferentes credos presentan al poder ejecutivo, garantizando así el derecho consagrado en la Constitución Política para el ejercicio igualitario de la libertad de cultos. Desde el 30 se septiembre de 2020, el director nacional es Jeremías Medina.
Junto con esto asesora al gabinete y al presidente de la República en materias especializadas que se vinculen con las temáticas religiosas de las distintas confesiones, para gestionar soluciones prácticas respecto al campo específico de la ley n° 19.638 (conocida como «Ley de Culto») de 1999 que Establece normas sobre la constitución jurídica de las iglesias y organizaciones religiosas.

## Historia
Durante años sólo la Iglesia católica ostentó la representatividad religiosa ante el Estado, al haber sido Chile un Estado confesional desde su fundación como república. Fue recién el año 1925, con la promulgación de una nueva Constitución que separó Iglesia y Estado, que otros credos pudieron existir jurídicamente. Hasta entonces había normas especiales para el trato civil de quienes no profesaban el catolicismo (musulmanes, judíos, masones, evangélicos y protestantes, entre otros). La Constitución de 1925 supuso la libertad religiosa en Chile, aunque no la igualdad ante el Estado de los distintos credos.[cita requerida]
La ley 19.638 del año 1999 garantizó el derecho de igualdad religiosa. Fue promulgada por el entonces presidente Eduardo Frei Ruiz-Tagle. Antes de la creación de la ONAR, no existía una instancia oficial de interlocución entre el presidente y su gabinete con los distintos credos e iglesias. Una de las promesas de campaña de la candidata presidencial Michelle Bachelet Jeria, fue la creación de esta oficina para atender principalmente las demandas de las Iglesias evangélicas y protestantes.[cita requerida]
Así, la ONAR ha servido desde 2007 como un referente nacional y latinoamericano de políticas públicas para el diálogo entre "Iglesias y Estado". Fue creada bajo la administración de la presidenta Bachelet, siendo su primer director el abogado y sociólogo Humberto Lagos Schuffeneger.[cita requerida]
Durante el llamado estallido social de octubre de 2019 y la siguiente crisis sanitaria —a causa de la pandemia de COVID-19— la ONAR por medio de su director de entonces, el historiador Javier Castro Arcos, y posteriormente por su continuador, el politólogo Jeremías Medina, se ocupó de los actos de vandalismo e incendios de Iglesias católicas y evangélicas en el país, lo que afectó la libertad religiosa en el ámbito del culto de las diferentes confesiones.
Algunas municipalidades han implementado sus propias "oficinas de asuntos religiosos", pero son administradas de manera independiente a la Oficina Nacional.

## Objetivos
Los objetivos institucionales estratégicos de la Oficina Nacional de Asuntos Religiosos son los siguientes:
- Orientar a la sociedad civil sobre materias que digan relación con la «Ley de Culto» y normativa complementaria.
- Proponer en conjunto con las organizaciones religiosas y de la sociedad civil, modificaciones a la «Ley de Culto» y normativa relacionada.
- Favorecer el diálogo interreligioso.
- Orientar a los organismos de la administración del Estado en el cumplimiento de la «Ley de Culto» y libertad religiosa.
- Propiciar, a través de una instancia amplia y participativa, la elaboración de un Código de Ética Interreligioso, en donde se contengan valores mínimos compartidos.
- Orientar a quienes lo soliciten en materias de orden jurídico, de políticas públicas, fondos concursables, entre otras.

## Directores nacionales
| Director                    | Partido       | Inicio                   | Final                   | Presidente                 |
| --------------------------- | ------------- | ------------------------ | ----------------------- | -------------------------- |
| Humberto Lagos Schuffeneger |               | 2007                     | 23 de noviembre de 2010 | Michelle Bachelet Jeria    |
| Juan Wehrli Romo            |               | 2011                     | 11 de marzo de 2014     | Sebastián Piñera Echenique |
| Humberto Lagos Schuffeneger |               | 11 de marzo de 2014      | 11 de marzo de 2018     | Michelle Bachelet Jeria    |
| Javier Castro Arcos         | Independiente | 11 de marzo de 2018      | enero de 2020           | Sebastián Piñera Echenique |
| Jeremías Medina             | RN            | 30 de septiembre de 2020 | en el cargo             | Sebastián Piñera Echenique |